# 야나다니촌
야나다니촌(柳谷村)은 에히메현 주요지방에 있던 촌이다.
2004년 8월 1일,  가미우케나군 구마정, 오모고촌, 미카와촌과 함께 구마코겐정이 되었다.

## 지리
에히메 현의 주요 지역인 시코쿠 산지의 V자형 계곡에 위치해 고치 현과의 현 경계에 위치하고 있었다. 이 마을 면적의 약 90%는 산악 지역이었고, 나머지 10%의 면적에 논·밭·취락이 산재해 있었다.

### 기후
세토 내해식 기후이나 시코쿠 산지 산간부에 위치하기 때문에 마쓰야마시 중심부보다 평균 기온이 낮았다.평균 해발 고도 약 250m의 아사히 지구와 평균 해발 고도 약 800m의 나카쿠보 지구에서는 약 5도에서 6도 차이가 났고 국도 33호와 시코쿠 카르스트 사이에서는 약 10도 이상 차이가 났다. 여름철에는 태풍이 내습하여, 겨울철에는 산간 지역으로 일찍 11월 하순에 첫눈이 내리고 늦으면 3월 하순까지 강설이 있었다.

### 인구
산림 경기가 들끓을 당시에는 인구도 많았지만 말기에는 극단적으로 저출산 고령화된 산촌이 되어 있었다

## 역사
- 1889년 4월 1일 - 정촌제 시행에 의해 야나다니촌이 성립하였다.
- 2004년 8월 1일 - 구마코겐정에 합병에 의해 폐지되었다.

## 교통

### 도로
- 국도 33호선
- 국도 440호선